# Legado de Cisne Negro
Black Swan (Cisne Negro, no Brasil e em Portugal) é um filme americano de suspense dramático e terror psicológico de 2010 dirigido por Darren Aronofsky e estrelado por Natalie Portman, Mila Kunis, Vincent Cassel, Barbara Hershey e Winona Ryder. 
Black Swan foi amplamente reconhecido como um dos melhores filmes do seu gênero, constando em várias publicações dessa categoria, sendo o quarto filme que mais entrou em publicações de "os 10 melhores filmes do ano", com um total de 247 listas e encabeçou 36 destas. O Instituto Americano do Cinema o elegeu um dos dez melhores filmes americanos do ano – sem ordem específica –, assim como o Austin Film Critics Association, que ficou em primeiro lugar. O filme esteve na escolha dos críticos para entrar na lista compilada pela British Broadcasting Corporation (BBC) dos 100 melhores filmes do século XXI, no entanto ficou apenas elegível. Na publicação dos 50 filmes de terror do século XXI você deve ver, da Film4, alcançou a 48.ª posição e a oitava dos 25 melhores filmes de terror do século XXI, na do site IndieWire. Foi incluído entre os 1001 filmes você deve ver antes de morrer, editado por Steven Schneider, sendo a capa da edição. Inúmeras listas de "Os Maiores Filmes de Dança" incluíram-no, e as cinco seguintes não tiveram ordem específica: o canal de televisão VH1, o New York Post, a Teen Vogue, a Back Stage, a Royal Opera House de Londres; já nas próximas cinco, tiveram: no Vulture.com, na 19.ª classificação; Moviepilot, a décima; Cosmopolitan, a terceira; Beamly e Seleções, na primeira. Esteve no topo da lista da Marie Claire dos 5 melhores filmes de balé de sempre. Novamente, em outra publicação, o IndieWire nomeou a dança da perfeição como a mais icônica do cinema, assim como o BuzzFeed chamou o plano em que Nina realiza o ato final, no qual ela sobe no altar e câmera fica por detrás dela mostrando as outras bailarinas, a orquestra e o público, como o quinto Mais Lindo na História do Cinema. Além disso, figurou na lista "Os 100 Melhores filmes da década", compilada pelo periódico The A.V. Club, assim como nas publicações de mesmo título do IndieWire, Little White Lies, Daily Emerald, MUBI, Le Noir Auteur e do site The playlist. Em publicação semelhante, o CraveOnline o elegeu como o Melhor Suspense Psicológico da Década. O jornal britânico Metro nomeou a cena de sexo entre Nina e Lily como a mais picante cena lésbica na história do cinema, ao passo que o canal de TV Channel 24, no Reino Unido, posicionou o filme em primeiro dos "filmes com a melhor cena de sexo!".
O elenco também recebeu elogios, principalmente em relação aos desempenhos de Portman, Cassel, Kunis e Hershey. Numa publicação realizada pela revista online PopMatters sobre as melhores performances femininas do ano, Kunis ficou na 17.ª posição, Hershey na 15.ª e Portman na primeira, além do próprio Black Swan ter ficado em quarto dos melhores filme de 2010. O HuffPost também gostou desempenho de Ryder, chamando-o de "o papel mais surpreendente de sua carreira", completando "sua breve aparição em Black Swan é um dos seus melhores trabalhos". O IndieWire colocou as performances de Portman, Hershey e Kunis entre as seis melhores nos filmes de Aronofsky. Sobre Portman, o New York Post declarou: "seu desempenho é de longe o melhor do ano".
Logo após o lançamento do filme, Portman foi a atriz mais rentável do cinema em 2012, de acordo com a Forbes. Segundo o levantamento feito pela publicação, para cada dólar recebido, a atriz rendeu cerca de 42,70 dólares aos estúdios. A lista de celebridades mais rentáveis é diferente da lista de artistas mais bem pagos, porque estar na primeira posição não necessariamente quer dizer que o ator ganhou muito dinheiro, mas sim que o filme em que estrelou rendeu mais do que o valor investido. "Estimamos que para cada dólar que Portman ganha dos estúdios, ela devolve 42,70. Comparado com Eddie Murphy, nossa estrela de maior salário, que devolve apenas 2,30 dólares por cada dólar que recebe", disse a revista.

## Listas de melhores do ano
Black Swan foi incluído nas listas de melhores filmes de 2010 de diversos críticos e veículos de mídia norte-americanos. A atuação de Natalie Portman foi considerada uma das melhores do ano, assim como a direção de Darren Aronofsky, a fotografia de Matthew Libatique e a trilha sonora de Clint Mansell receberam elogios críticos. O The Austin Chronicle, Film School Rejects, HitFix e MSN, este último em três publicações diferentes, classificaram-no na primeira posição dos melhores filmes do ano.
- 1.º lugar – Austin Film Critics Association[4]

- 1.º lugar – Marc Savlov, do The Austin Chronicle[48]
- 1.º lugar – Noel Murray, do The A.V. Club[50]
- 1.º lugar – Neil Miller, da Film School Rejects[46]
- 1.º lugar – Drew McWeeny, do HitFix[49]
- 1.º lugar – Kim Morgan, Don Kaye e James Rocchi, do MSN Movies[46]
- 2.º lugar – Kimberley Jones, do The Austin Chronicle[51]
- 2.º lugar – Keith Phipps e Nathan Rabin, do The A.V. Club[52]
- 2.º lugar – Mark Keizer, da Boxoffice Magazine[46]
- 2.º lugar – Dave McCoy e Glenn Whipp, do MSN Movies[46]
- 2.º lugar – Mike Russell, do The Oregonian[53]
- 2.º lugar – Andrew O'Hehir, do Salon[46]
- 2.º lugar – Claudia Puig, do USA Today[54]
- 3.º lugar – Marjorie Baumgarten, do The Austin Chronicle[55]
- 3.º lugar – Roger Ebert, do Chicago Sun Times[56]
- 3.º lugar – Rene Rodriguez, do Miami Herald[57]
- 4.º lugar – Gregory Ellwood, do HitFix[58]
- 4.º lugar – Frank Paiva, do MSN Movies[46]
- 4.º lugar – Tasha Robinson, do The A.V. Club[50]
- 4.º lugar – FX Feeney, do The Village Voice[46]
- 5.º lugar – Christy Lemire, do Associated Press[59]
- 5.º lugar – Elizabeth Weitzman, do New York Daily News[60]
- 5.º lugar – Richard Brody, do The New Yorker[61]
- 5.º lugar – Roger Moore, do Orlando Sentinel[62]
- 5.º lugar – James Berardinelli, do Reelviews[63]

## Na cultura popular

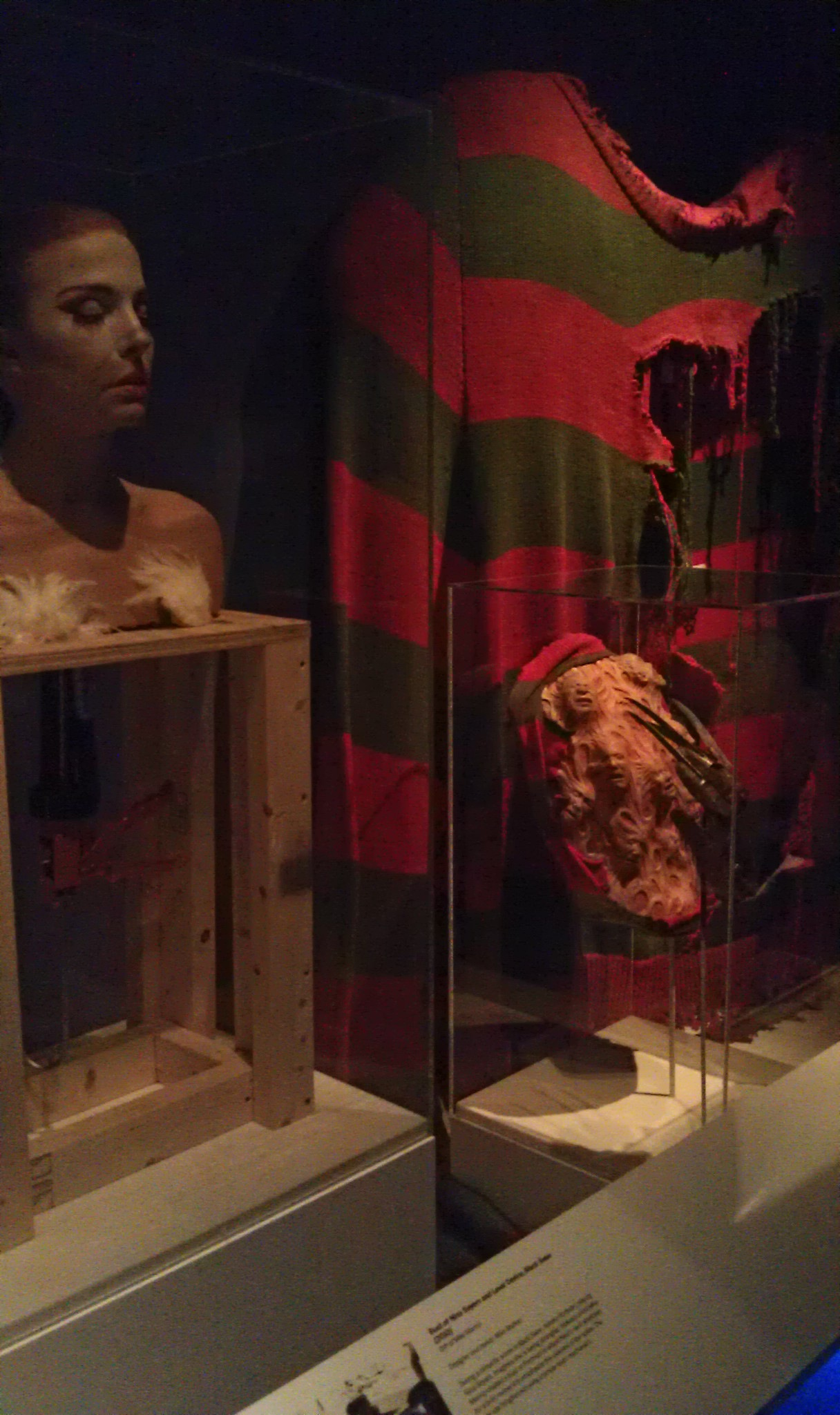
Busto de Nina ao lado das vestes e luva com garras de metal de Freddy Krueger em exposição no Museu da Imagem em Movimento de Nova Iorque.

Black Swan já foi referenciado em diversos filmes. Em 2013, o filme Scary Movie 5 teve Black Swan, Atividade Paranormal, Mama e Planeta dos Macacos: A Origem como suas paródias centrais. As principais referências de Black Swan incluem o mundo da dança, com um diretor francês arrogante e distante que comanda uma companhia. Jody (Ashley Tisdale), uma referência à personagem Nina Sayers, é uma jovem de 20 e tantos anos que tem dois filhos e é amiga de Kendra (Erica Ash), referência à Lily; e ambas competem pelo papel principal na nova produção de dança. A produção traz ainda uma veterana diva da companhia que enlouquece após ser cortada e perder o lugar (interpretada por Molly Shannon), referência à Beth MacIntyre, e uma mãe controladora que deseja ver a filha alcançando o sucesso que ela não teve. Em 8 de janeiro de 2011, no 11.º episódio da 36.ª temporada do programa de televisão Saturday Night Live, intitulado "The Black Keys", referência à dupla estadunidense de mesmo nome de Indie Rock, o ator Jim Carrey parodeou a personagem Lily, vestindo-se dos trajes do cisne negro, apresentando uma tatuagem de asas de frango nas costas e tentando seduzir o diretor da compainha de balé (interpretado por Bill Hader), enquanto Nasim Pedrad personificou Nina. Este episódio trouxe as classificações mais altas para o programa desde a aparição de Betty White com Jay-Z em maio de 2008. Durante a apresentação do Oscar de 2011 Anne Hathaway e James Franco exibiram um vídeo que tinham gravado fazendo uma paródia da cena em que Thomas diz à Nina: "Controle!", e esta desequilibra. Uma paródia parecida foi apresentada no MTV Movie Awards de 2011.
Outras produções em que o filme foi parodiado, incluem: 30 Noites de Atividade Paranormal com a Filha dos Homens que Não Amavam as Mulheres (2013); o oitavo episódio da vigésima terceira temporada da série de animação de comédia Os Simpsons, intitulado "The Ten-Per-Cent Solution"; "Aunt Phatso vs. Jack Donaghy", o sexto episódio da sétima temporada da série de televisão americana de comédia de situação 30 Rock; no 11.621 episódio de Days of our Lives; "The Best Picture Summary 2011", da websérie de animação How It Should Have Ended; e num vídeo dirigido por Cooper Barnes, protagonista da série Henry Danger.